# Łęg (Tanina)
Łęg (niem. Leng) – przysiółek wsi Tanina w Polsce, położony w województwie śląskim, w powiecie lublinieckim, w gminie Herby.
W latach 1975–1998 przysiółek administracyjnie należał do województwa częstochowskiego.